# شورت سیمو
شورت سیمو (به انگلیسی: Short Seamew) یک هواگرد ملخ‌پیشین تک‌موتوره از نوع ضد زیردریایی ساخت شرکت برادران شورت است. هواگرد سیمو اس‌بی. ۶ نخستین پروازش را در ۲۳ اوت ۱۹۵۳ میلادی انجام داد. در مجموع، تعداد ۲۶ فروند از این هواگرد ساخته شده‌است.